# 波賀町
波賀町（はがちょう）は、かつて兵庫県の中西部にあった町。旧宍粟郡。鳥取県と境を接していた。
2005年4月1日に山崎町・一宮町・千種町の宍粟郡3町と合併して宍粟市となったため、消滅した。現在は「宍粟市波賀町○○」の町丁名になっている。

## 地理
- 三室山
- 引原川（引原ダム）
- 音水渓谷

### 隣接していた自治体
- 兵庫県
  - 宍粟郡山崎町、一宮町、千種町
  - 養父市
- 鳥取県
  - 八頭郡：若桜町

## 歴史
- 1956年（昭和32年）9月30日 - 西谷村・奥谷村が合併して波賀町が発足。
- 2005年（平成17年）4月1日 - 一宮町・千種町・山崎町と合併して宍粟市が発足。同日波賀町廃止。

昭和期における合併問題において、宍粟郡北部では西谷村・奥谷村の2村合併案と、西谷村・奥谷村・神戸村・染河内村・下三方村・三方村・繁盛村の7村合併案の二つが取り上げられた。西谷村・奥谷村では1955年（昭和30年）夏以降数多くの懇談会・研究会が開かれたが、西谷村はおおむね2村合併で落ち着き、村当局は7村合併を主張した小野・谷・日見谷の3部落の説得に取り掛かった。最後まで7村合併を主張し分村も辞さない姿勢を見せた日見谷部落も交渉の結果1956年（昭和31年）2月23日付の村当局との確約書にて一応2村合併に同意することとなった。奥谷村では合併条件である財産の持ち寄りについて住民が不満を抱き合併反対の姿勢を見せたが、村当局が各部落の山林を記名共有にして私有地として登記することで住民に合併を同意してもらうことになった。合併準備会はその後も新庁舎の位置や林野に関する問題等の解決が難航したが町村合併促進法の期限が迫った1956年（昭和31年）9月23日から24日にかけての徹夜の調停にて一致点を見出しようやく合併を妥結することになった。新町名については公募の結果、旧城名及び旧里名をとって「波賀町」とした。

## 行政
町長
| 代             | 氏名         | 就任日         | 退任日         | 備考                                   |
| -------------- | ------------ | -------------- | -------------- | -------------------------------------- |
| 町長職務執行者 | 中原丈太郎   | 1956年9月30日  | 1956年10月14日 | 旧奥谷村長。                           |
| 初代           | 岩前鶴左衛門 | 1956年10月15日 | 1962年3月31日  | 旧西谷村議。                           |
| 2代            | 西岡佐左一   | 1962年4月1日   | 1966年3月31日  | 旧西谷村長。                           |
| 3代            | 岸根寛次良   | 1966年4月1日   | 1970年3月31日  | 旧西谷村議→波賀町議。                  |
| 4代            | 舩積通夫     | 1970年4月1日   | 1972年8月31日  | 旧西谷村収入役→波賀町助役。            |
| 5代            | 上杉幸市     | 1972年10月1日  | 1980年9月30日  | 旧西谷村議→波賀町議。                  |
| 6代            | 丸井新一     | 1980年10月1日  | 1988年9月30日  | 旧奥谷村助役→波賀町助役。              |
| 7代            | 中田耕一郎   | 1988年10月1日  | 2005年3月31日  | 波賀町収入役。のち宍粟市長職務執行者。 |

町役場
西谷村・奥谷村合併時に西谷村役場はすでに老朽化していたため、西谷村内の安賀232番地に合併後の新庁舎を建設し、合併当初より使用した。旧奥谷村役場は支所となったが、1968年（昭和43年）4月1日に本庁に統合された。役場は2001年（平成13年）に上野257番地に移転、宍粟市への合併後は波賀市民局として使用している。
町議会
1957年（昭和32年）2月の初回選挙では議員定数22。その後議員定数は1961年（昭和36年）に16、1978年（昭和53年）に14と減少している。
町章
1959年（昭和34年）10月1日制定。上部左右2つの弧は波賀の波を、中心部は波賀の賀を図案化して全体で波賀を表し、町発展の基は和にあるとしてふちを円くかたどっている。また3本の横線は引原川の清流とたなびく雲を表し、波賀町の自然の美しさを、底部は山林王国波賀町の大地に根を張り天をつく樹木を表し、町発展の意を表している。
波賀町歌・波賀音頭
1982年（昭和57年）9月26日発表。作詞:島田陽子、作曲:加納光記、振付:若柳松紅。調性は町歌がハ長調、音頭がヘ短調。委員会において歌詞・曲とも専門家に依頼することとなり、大阪・サウンドワークス社に委嘱した。

## 姉妹都市・提携都市

### 国内
- 高砂市（兵庫県）
  - 1987年姉妹都市提携

## 地域

### 人口

#### 人口推移
緑色で示したものが、波賀町及び宍粟市波賀町の人口
また、波賀町発足以前における人口は西谷村（青色で示す）と奥谷村（赤色で示す）の人口の和で示している。
括弧内の数字は（西谷村の人口、奥谷村の人口）を示す。
（なお、人口は国勢調査による各年10月1日時点のものである）
＜参考 - #歴史＞
| 1950年（昭和25年） | 7,804 （5,285、2,519） |
| 1955年（昭和30年） | 7,584 （5,119、2,465） |
| 1960年（昭和35年） | 6,830                  |
| 1965年（昭和40年） | 6,445                  |
| 1970年（昭和45年） | 5,851                  |
| 1975年（昭和50年） | 5,846                  |
| 1980年（昭和55年） | 5,534                  |
| 1985年（昭和60年） | 5,407                  |
| 1990年（平成2年）  | 5,164                  |
| 1995年（平成7年）  | 5,058                  |
| 2000年（平成12年） | 4,860                  |
| 2005年（平成17年） | 4,536                  |

### 教育
合併後、宍粟市立となったが、小学校3校は、2015年4月、1校に統合された。括弧内は所在地の大字。
小学校
- 波賀町立波賀小学校（2015年3月廃校、4月、宍粟市立波賀小学校が開校）（安賀）
- 波賀町立野原小学校（2015年3月廃校）（野尻）
- 波賀町立道谷小学校（2015年3月廃校）（道谷）

中学校
- 波賀町立波賀中学校（安賀）

## 交通

### 鉄道
町内には走っていない。かつて材木輸送のために波賀森林鉄道が運行されていた。
姫新線播磨新宮駅（南側），播但線新井駅（東側），智頭急行大原駅（西側），若桜鉄道若桜駅（北側）等からのアクセスとなる。

### 道路
- 国道
  - 国道29号
  - 国道429号
- 都道府県道
  - 兵庫県道48号養父波賀線
  - 兵庫県道546号上ノ波賀線

## 名所・旧跡・観光スポット・祭事・催事
- 波賀城
- 原不動滝（日本の滝百選）
- 赤西渓谷
- 音水渓谷
- 引原ダム（音水湖）、ダム下流公園
- 道の駅はが
- 道の駅みなみ波賀